# Лонг-Итон
Лонг-Итон (англ. Long Eaton) — город в графстве Дербишир Великобритании, входит в состав района Эруош.

## География
Город Лонг-Итон находится в центральной Англии, в юго-западном углу графства Дербишир региона Восточный Мидленд, в семи милях юго-западнее города Ноттингем. С 1974 года он входит в дистрикт Эрваш. Близ Лонг-Итона протекает река Тренд.

## История
Впервые упоминается (под названием Эйтон (Aitone) в 1086 году в «Книге страшного суда». В 1228 к наименованию «Итон» добавилась также приставка «Лонг» — благодаря вытянутости городка. Вспыхнувший в 1694 году «Большой лонг-итонский пожар» уничтожил городской центр (сгорело 14 домов и множество складских и торговых помещений вокруг рыночной площади). В XIX столетии тут развивается мануфактурное производство. В 1921 году в городскую черту входят соседние общины Уилсторп, Сандиакр и Соули.
В Лонг-Итоне родилась английская художница Лаура Найт.

## Архитектура
Старейшим зданием Лонг-Итона является церковь Сент-Лоуренс (св. Лаврентия), построенная в XI столетии, предположительно в годы правления в Англии датского короля Кнуда Великого. Построенный в палладианском стиле зал городского собрания Таун Холл ныне включён в большой архитектурный комплекс административных зданий конца 1980-х годов.

## Города-партнёры
- Франция Роморантен-Лантене
- Германия Ланген

## Известные уроженцы
- Меттью Яспер — шорт-трекист, двукратный призёр чемпионата мира по шорт-треку, а также пятикратный призёр чемпионата Европы по шорт-треку[1]. Участник зимних Олимпийских игр 1992 и зимних Олимпийских игр 1998 года[2].